# Around the Clock
«Around the Clock» es un sencillo de la banda de J-Rock Nothing's Carved in Stone lanzado el 9 de diciembre de 2009. Alcanzó el puesto número 21 en las listas de Oricon

## Canciones
1. «Around the Clock»
2. «Bone Age»
3. «The Swim»
4. «Isolation» (Live at Space Shower Sweet Love Shower 2009 < 2009.08.29 >)
5. «Tribal Session»～End (Live at Ebisu Liquidroom < 2009.07.15 >)